# Angelo de Rossi
Pour les articles homonymes, voir Rossi.
Angelo de Rossi (Gênes,1671 – Rome, 12 juin 1715) est un sculpteur italien.

## Biographie
En 1680, Angelo de Rossi a été l'apprenti de Giacomo Filippo Parodi. L'influence de Parodi se retrouve dans son premier ouvrage pré-1689, un petit satyre en marbre. Il fut aussi influencé par les travaux de Pierre Puget.
En 1688, il se rend à Rome où il demeure jusqu'à sa mort.
En 1692, Trois hommes dans la fournaise ardente remporte le premier prix de  sculpture à l'Accademia di San Luca.
En 1699, le Cardinal Pietro Ottoboni nomme de' Rossi sculpteur dans le Palais de la Chancellerie et le charge de réaliser la tombe du Pape Alexandre VIII, grand-oncle de Ottoboni, dans la Basilique Saint-Pierre.
Une autre œuvre importante est l' Apôtre Saint-Jacques mineur à Saint-Jean-de-Lateran (1705 – 1711).
Le buste d'Arcangelo Corelli (mort en 1713) à la Protomoteca Capitolina du Palazzo del Senatore du Capitole, Rome, lui est également attribué.
Ami proche de Pierre Le Gros, Angelo de' Rossi est mort prématurément à Rome en 1715 à l'âge de 44 ans.

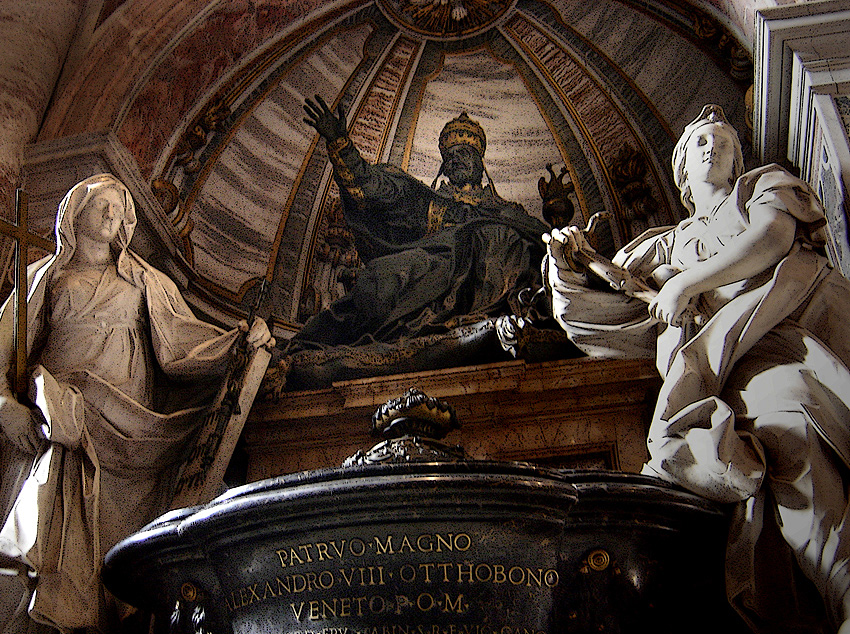
Tombe du Pape Alexandre VIII
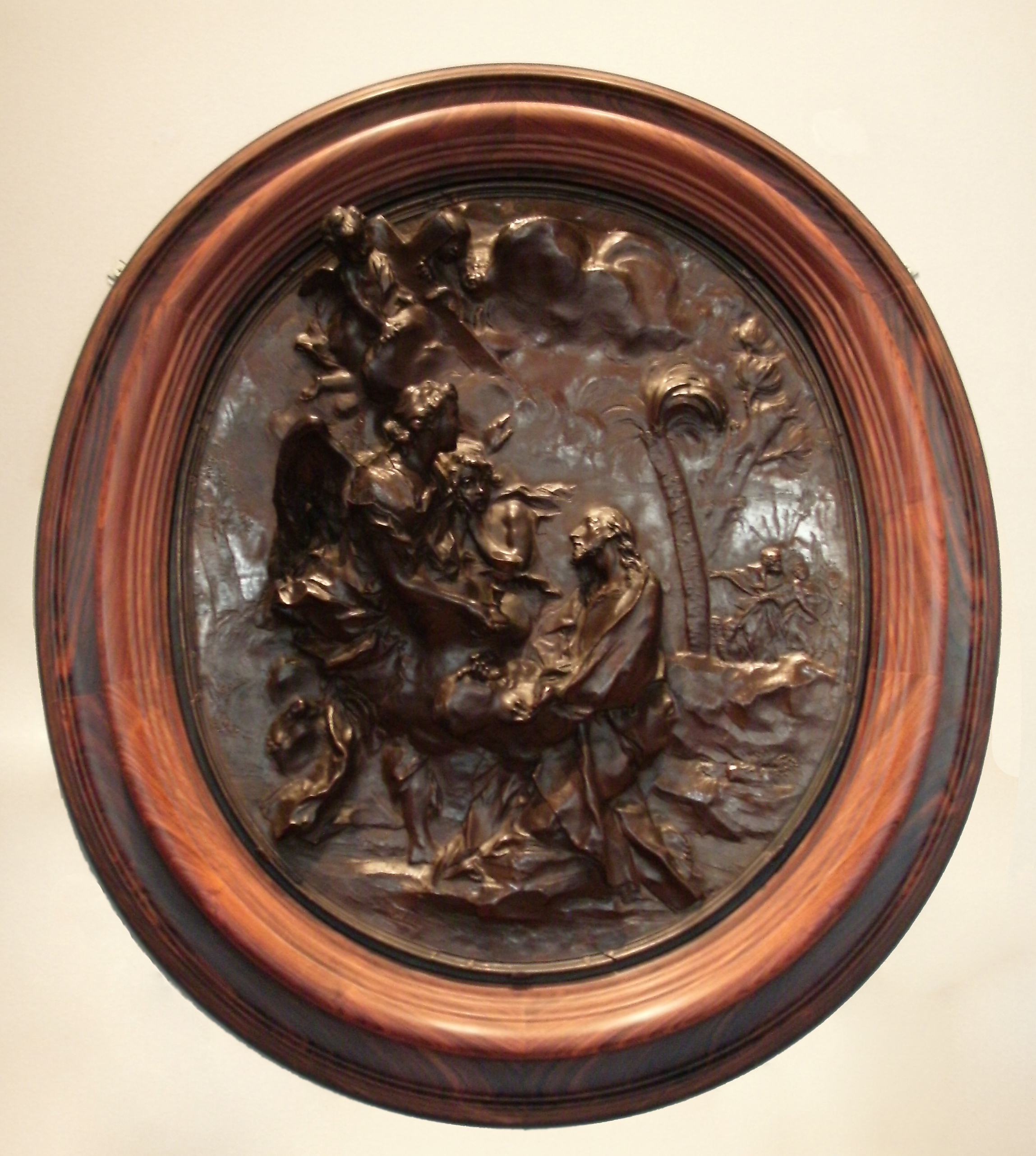
Agonie dans le Jardin, sculpture sur cuivre (v.1700), National Gallery of Art